# 马合口白族乡
马合口白族乡，是中华人民共和国湖南省张家界市桑植县下辖的一个乡镇级行政单位。

## 行政区划
马合口白族乡下辖以下地区：
马合口村、中庄坪村、苍家台村、梭子丘村、万中洛村、龚家界村、自生桥村、王家田村、佳木峪村、瓦庄坪村、长马坪村、刘家寺村、木峡村、双岗村、银子岗村和茶场村。